# Afroptilum
Afroptilum je rod hmyzu z čeledi Baetidae. Druhy tohoto rodu se vyskytují v jižní Africe. Rod jepic Afroptilum zavedl v roce 1990 Michael Thomas Gillies.

## Seznam druhů
Do tohoto rodu patří následující druhy:
- Afroptilum biarcuatum (Kopelke, 1980)
- Afroptilum bicorne (Ulmer, 1909)
- Afroptilum boettgeri (Kopelke, 1980)
- Afroptilum confusum Lugo-Ortiz a McCafferty, 1998
- Afroptilum dicentrum (Demoulin, 1956)
- Afroptilum gilberti Gattolliat a Sartori, 1999
- Afroptilum lepidum Lugo-Ortiz a McCafferty, 1998
- Afroptilum mathildae Gattolliat a Satori, 1999
- Afroptilum parvum (Crass, 1947)
- Afroptilum sudafricanum (Lestage, 1924)